# بوداگرایی در ختن

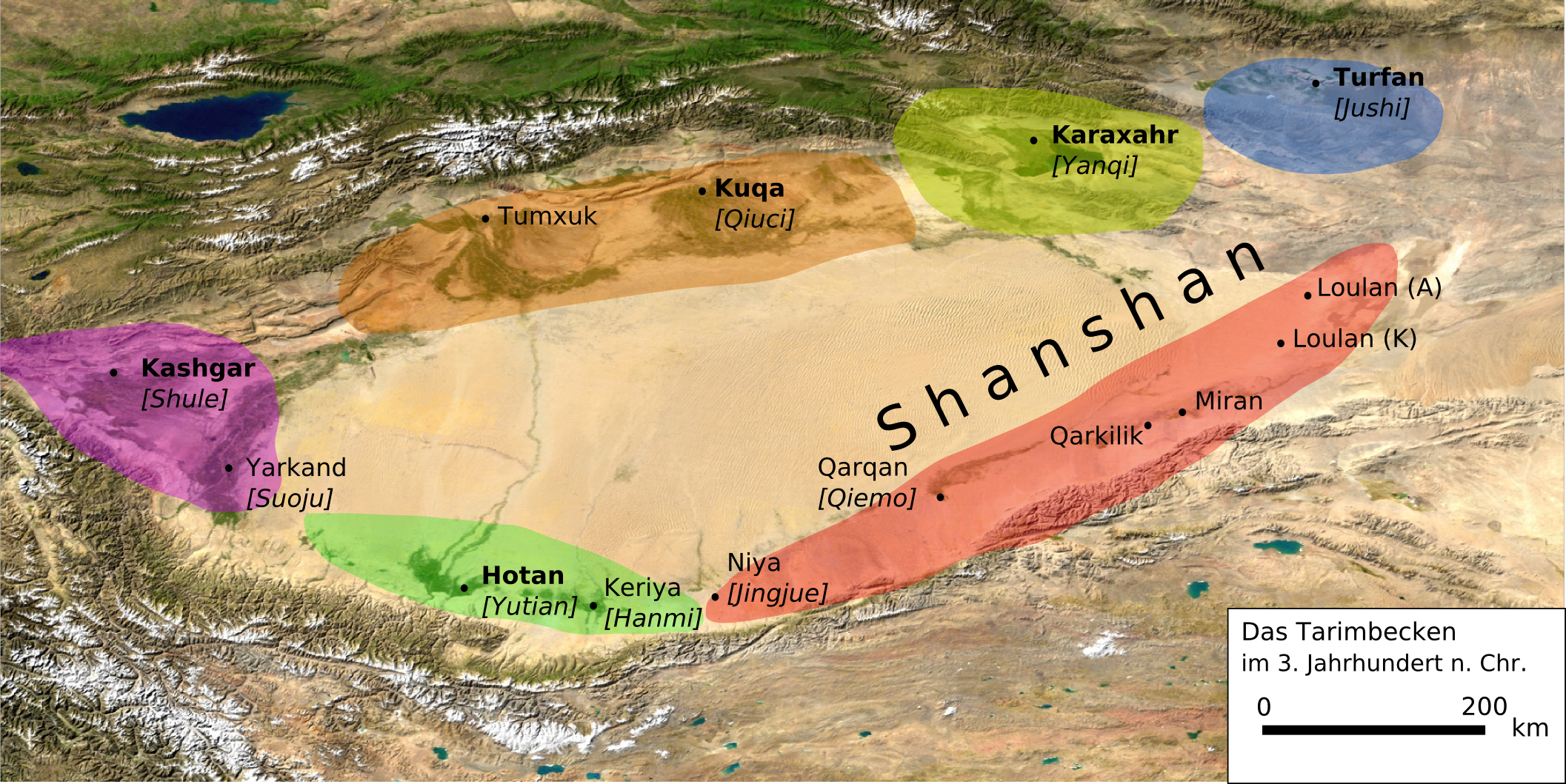
نقشه حوضه تاریم. محدوده پادشاهی ختن در جنوب این حوضه به رنگ سبز نمایش داده شده‌است.

بوداگرایی تا زمان فروپاشی پادشاهی خُتَن (که امروزه در غرب چین واقع شده) در سال هزار میلادی، دین رسمی این پادشاهی بود. بوداگرایی در پادشاهی ختن تحت تأثیر شاخه مهایانه قرار داشت و ختن با مجموعه گسترده متون بودایی خود، از آن‌جمله کتاب زَمبَستَه که ویژه ختن بود، به نفوذ بودیسم در مناطق پیرامونی، به‌ویژه تبت، کمک کرد.
ساکنان پادشاهی ختن از مردم ایرانی‌تبار سکایی بودند. از زبان سکاها در دوره میانه آثاری از ختن و واحه تُمشُق به دست آمده که نوعی ادبیات ترجمه‌ای دینی است، اگرچه آثار غیردینی آن نیز رنگ بودایی دارد. تقریباً تمامی این آثار متعلق به بوداییان است و از سانسکریت ترجمه شده، و به دو گروه سکایی ختنی (یا فقط سکایی) و سکایی تمشقی که گویشی قدیم‌تر است، تقسیم شده است. مفصل‌ترین متن ختنی، کتاب زمبسته به شعر است. به طور کلی متون ختنی مشتمل بر تمثیل‌ها، روایات، توبه‌نامه‌ها، رسالات پزشکی، واژه‌نامه‌های چینی ـ خنثی، واژه‌نامه‌های ترکی ـ خنثی و یک متن کوچک جغرافیایی است. داستان هندی رامه و همسرش سیتا، منظومه‌ای حماسی با تفسیری بودایی به این زبان است. نسخه‌های موجود ختنی در زمانی میان سده‌های ۷ تا ۱۰م به خط براهمی نوشته شده‌اند.
سپاهیان تبتی در سال ۶۶۵ میلادی شهر ختن را تصرف کردند اما از نظر فرهنگی، این ختنی‌ها بودند که تبتی‌ها را پس از این تصرف تحت تأثیر خود گرفتند. این تأثیر بیش از همه خود را در زمینه اصطلاحات بودایی و فنون ترجمه متون بودایی نشان می‌دهد. در سده نهم میلادی، تبتی‌ها الفبای ختنی را نیز برای زبان خود برگزیدند.
در سال ۹۸۲ میلادی خانات قراخانی کاشغر به پادشاهی ختن حمله کرد و زمانی که ختن در سال ۱۰۰۶ به تصرف قراخانی‌های مسلمان درآمد بیشتر راهب‌های بودایی به تبت گریخته و بسیاری از متون مقدس خود را همراه بردند. چندی پس از چیرگی قراخانی‌ها بر ختن، بوداگرایی نیز از ختن رخت بربست و جای خود را به اسلام داد.

## کتاب زمبسته

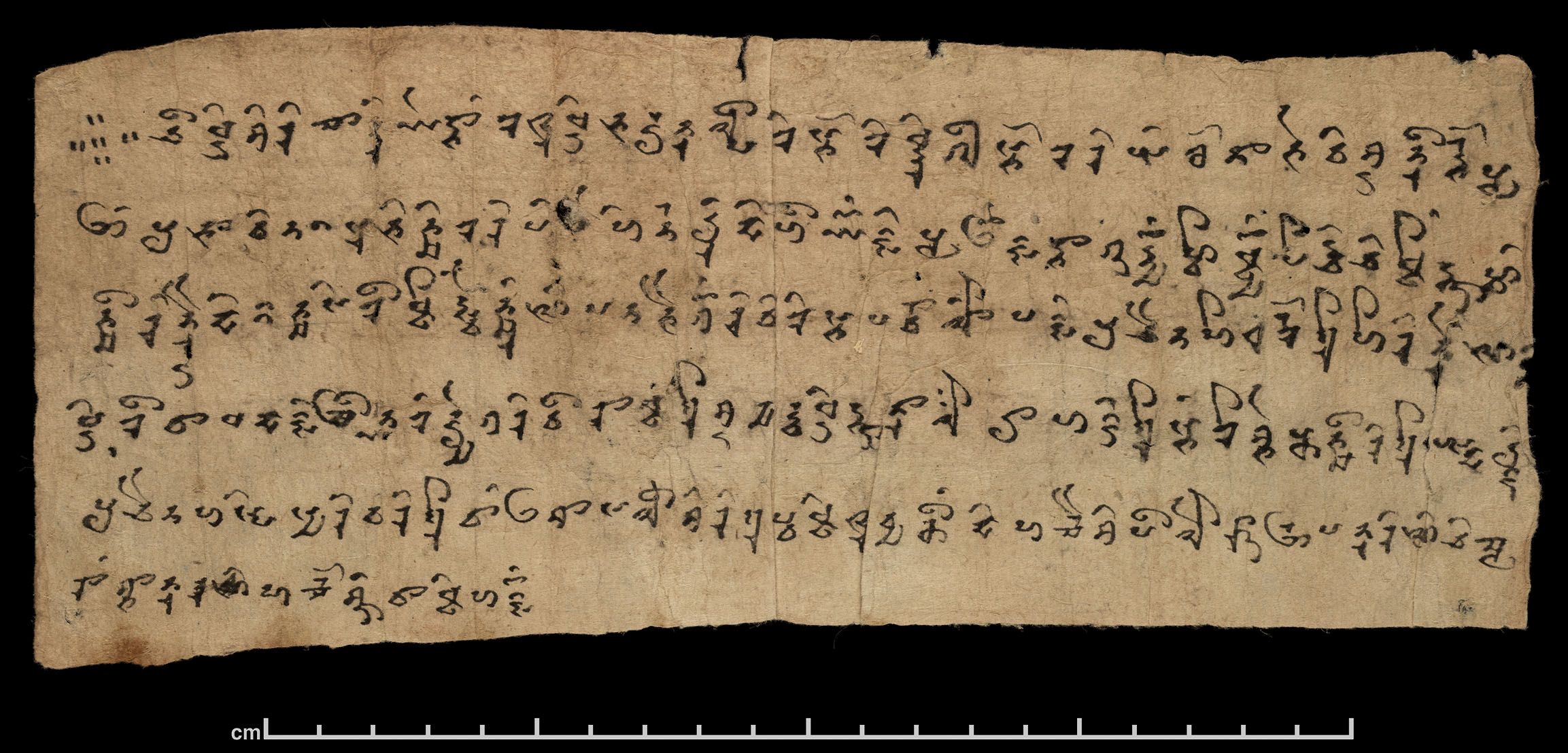
متنی به زبان ختنی که در آن از اشغالگران تبتی به خاطر «حفاظت از سرزمین ختن» سپاس‌گزاری شده‌است.

زَمبَستَه رساله‌ای از اشعار مهم و معتبر بودایی است که به زبان سکایی ختن و به سفارش مقامی رسمی به نام زمبسته سروده شده و دربردارنده مجموعه‌ای از باورهای مکتب مهایانه، یکی از مهم‌ترین مکتب‌های آیین بودا است.
کتاب زمبسته منظومه‌ای طولانی درباره جنبه‌های گوناگون دین بودا و مفصل‌ترین متن به زبان ختنی است.
زبان ختنی زبانی است که به همراه سغدی، خوارزمی و بلخی زبان‌های ایرانی میانه شرقی را تشکیل می‌دهند. تاریخ دقیق نگارش کتاب زمبسته روشن نیست. دلایلی وجود دارد که اثبات می‌کند که این متن پیش از قرن هفتم میلادی نوشته نشده‌است. نخستین و تنها ترجمه از کل متن در سال ۱۹۶۸ توسط رونالد امریک و در نیویورک-تورنتو به چاپ رسیده‌است.
در کتاب زمبسته مجموعه‌ای از قصه‌های فلسفی مرتبط با مفهوم بوداسف آمده‌است. اصل این کتاب احتمالاً بیش از چهار هزار بیت شعر داشته که بر ۴۴۰ برگ نگاشته شده‌بود. تاکنون تنها ۲۰۷ برگ از این کتاب به‌دست آمده‌است.
از برگ‌هایی که تاکنون یافت شده چنین برمی‌آید که این کتاب یک خط داستانی را دنبال نکرده بلکه مجموعه‌ای وسیع از تفسیرهای محلی از مفاهیم رایج بودایی بوده‌است.
کتاب زمبسته هم‌چنین به خاطر قصه‌ای درباره بهار که به سبک سوترا (آورده‌اند ...) نوشته شده شهرت دارد. آغاز این قصه با توصیفی زیبا از بهار و تأثیراتی که این فصل بر راهب‌های بودایی دارد آغاز می‌شود.
سپس بودا این راهب‌ها را همراه خود به گورستان می‌برد تا ناپایدار بودن لذت‌های زندگی را به آنها یادآور شود.
پیوند به بیرون: دریافت متن کتاب زمبسته با ترجمه انگلیسی